# Панорамная фотография
Панорамная фотография — разновидность фотографии, которая позволяет создавать изображение с большим углом обзора по горизонтали, который как минимум вдвое превышает этот же параметр нормального объектива. Термин также применим к фотографиям, скадрированным до сравнительно большого соотношения сторон, как правило больше, чем 2:1. Поскольку не существует чёткой границы между «широкоугольной» и «панорамной» фотографией, первая из них обычно относится к типу использованного объектива, хотя сам по себе широкоугольный объектив не даёт панорамного изображения. Изображение, даваемое сверхширокоугольным объективом типа «рыбий глаз» и покрывающее стандартный кадр с соотношением 3:2, не считается панорамным, хотя и обладает большим углом обзора. Панорамным можно назвать изображение, перекрывающее человеческое поле зрения в пределах 160° по горизонтали и 75° по вертикали. Традиционное понятие панорамы предусматривает, что ширина панорамного снимка больше высоты как минимум вдвое, в некоторых случаях отображая 360° пространства в горизонтальной плоскости. Однако, современное понятие панорамной фотографии шире, и предполагает, что доступный угол наблюдения превосходит поле зрения наблюдателя, а в конечном приближении обеспечивает сферический обзор.

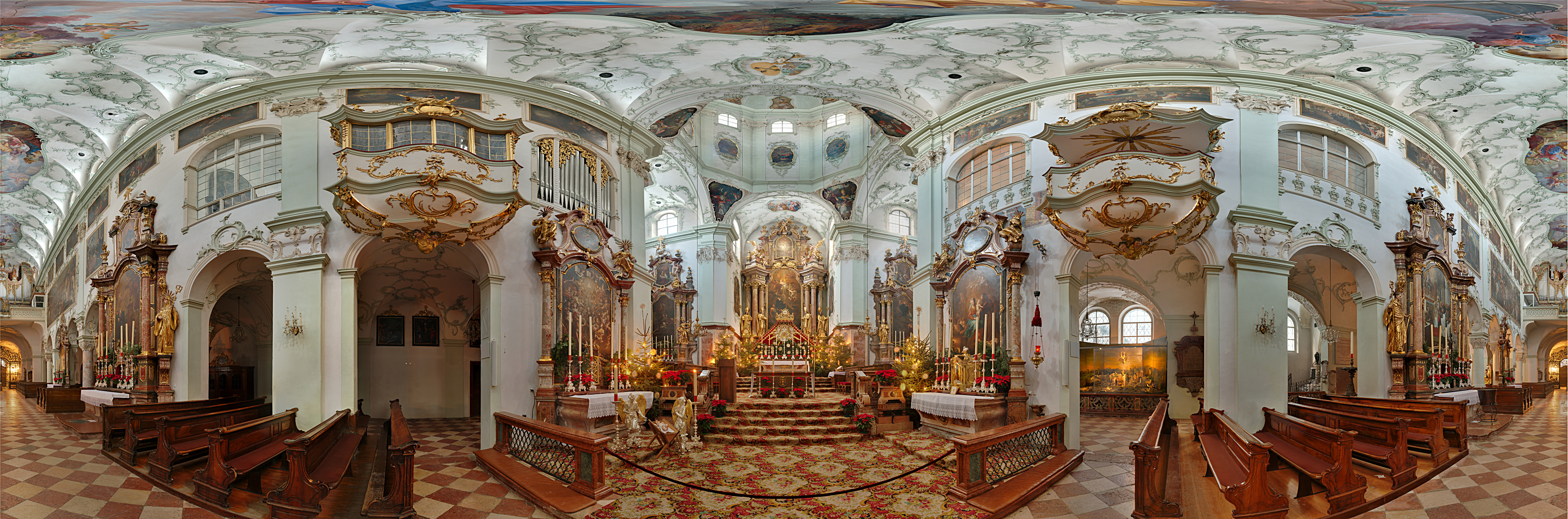
Панорамный снимок интерьера церкви Святого Петра в Зальцбурге с горизонтальным обзором в 360°

## Историческая справка
Панорамные изображения начали создавать одновременно с появлением изобразительных искусств. Первый панорамный дагеротип был создан уже через несколько лет после появления технологий фотографии. В 1843 году Йозеф Пухбергер (нем. Joseph Puchberger) запатентовал фотоаппарат, снимающий поворотным объективом на изогнутую дагеротипную пластинку цилиндрического профиля. Камера обеспечивала горизонтальный угол обзора в 150°, давая снимок шириной 61 сантиметр. Через год Фридриху фон Мартенсу удалось создать более совершенную камеру «Мегаскоп», в которой вместо ручного поворота объектива с помощью рукоятки использован пружинный механизм. Этим устройством с крыши Луврского дворца сделан первый в истории панорамный фотоснимок Парижа. Сложность такой аппаратуры и техники панорамной съёмки не позволили панорамной дагеротипии получить широкое распространение.
Дальнейшее развитие связано с появлением мокрого коллодионного процесса. В 1859 году Томас Саттон создал фотоаппарат, снимающий поворотным объективом на изогнутую стеклянную фотопластинку, покрытую коллодионным светочувствительным слоем. Однако, сложности изготовления таких пластин и контактной печати с них стали препятствием распространению панорамных камер этого типа. Доминирующей стала другая технология. Для получения панорамы делалось несколько снимков (чаще всего 2 или 3) обычным фотоаппаратом, которые печатались на альбуминовой фотобумаге и затем вручную монтировались на общем паспарту. Съёмка велась с перекрытием, соседние снимки стыковались точной обрезкой. 

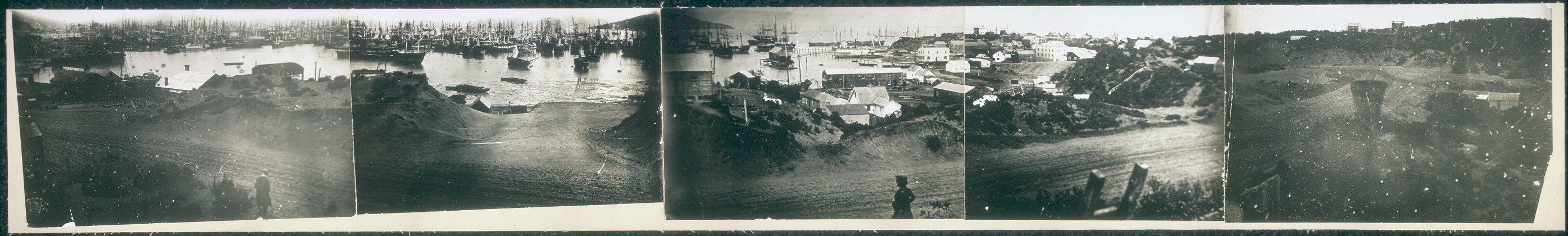
Панорамный снимок Сан-Франциско, склеенный из пяти альбуминовых отпечатков. 1851 год

Панорамные снимки, созданные таким образом Джорджем Бернартом в годы Гражданской войны США, активно использовались для фотограмметрии при проектировании укреплений и инженерных сооружений. Аналогичная техника панорамной съёмки успешно использовалась и в современном желатиносеребряном фотопроцессе, дожив до времён цифровой фотографии. Появление в 1888 году гибкой фотоплёнки позволило усовершенствовать панорамную фотографию, сделав фильмовый канал изогнутым, как в камере Саттона. Первые панорамные фотоаппараты давали цилиндрическую проекцию пространства с помощью объектива, вращающегося вокруг вертикальной оси, проходящей через нодальную точку. Их названия говорят сами за себя: «Цилиндрограф» (1884 год), «Пантаскопик» (1862 год), «Глобускоп» и другие.
В начале XX века появились панорамные фотоаппараты, рассчитанные на рулонную фотоплёнку типа «рольфильм», либо на перфорированную 35-мм киноплёнку. К их числу относятся, например Al-Vista и Kodak №1 Panoram. Позднее начали выпускаться «Widelux», разработанный в Японии в 1958 году, советские «ФТ» того же года выпуска и «Горизонт» (1967). После цифровой революции потребность в специальных панорамных фотоаппаратах отпала, благодаря возможностям вычислительной фотографии. Панорамы с любыми углами обзора создаются склеиванием нескольких обычных снимков при помощи специальных компьютерных приложений. Большинство любительских цифровых фотоаппаратов комплектуются простейшими склейщиками такого типа (англ. Photostitcher) в составе поставляемого в коробке программного обеспечения. Кроме того, цифровая панорамная съёмка осуществима путём сканирования окружающего пространства с помощью ПЗС-линейки, поворачивающейся вместе с объективом вокруг его нодальной точки.

## Методы панорамной фотографии
В аналоговой фотографии известны несколько методов получения панорамных снимков, для которых могут быть использованы как обычные фотоаппараты, так и специализированные камеры трёх типов.

### Серия снимков с перекрытием
Наиболее распространённый способ панорамной фотографии, использующийся ещё со времён мокрого коллодионного процесса. Фотоаппарат закрепляется на штативе и после съёмки очередного кадра поворачивается на определённый угол вокруг вертикальной оси. Таким образом выполняется серия снимков, каждый из которых фиксирует часть будущей панорамы. Угол поворота между соседними снимками незначительно меньше горизонтального угла поля зрения объектива, чтобы края изображения перекрывались. Съёмка может производиться с рук, но наилучшие результаты достижимы при использовании штатива. Многие производители фототехники выпускали для этих целей специальные штативные головки с круговой шкалой, размеченной в градусах. При недостаточном охвате объектива по вертикали, панорама может быть многорядной. Фотоотпечатки, полученные в результате такой съёмки, монтируются на общем паспарту, а точное совмещение границ соседних снимков обеспечивается обрезкой острым ножом.
Недостатки этого метода заключаются в видимости мест стыковки соседних снимков из-за перспективных искажений и неизбежной разницы в оптической плотности отпечатков. Длинные прямые на готовых панорамах отображаются в виде ломаных линий, с переломами в местах склеек. Проблемы совмещения особенно остро проявляются при съёмке сравнительно короткофокусным объективом с более выраженными перспективными искажениями. Технология требует тщательной регулировки параметров при фотопечати и лабораторной обработке снимков, чтобы обеспечить равномерность их фотографических свойств. Кроме того, практически неустранимы последствия виньетирования, а монтаж полученных панорам требует минимальных оформительских навыков. Этот метод панорамной съёмки получил распространение в цифровой фотографии, поскольку программными методами устранимо большинство его недостатков. В аналоговой фотографии эти проблемы практически отсутствуют при использовании специализированных панорамных фотоаппаратов.

### Поворотный объектив

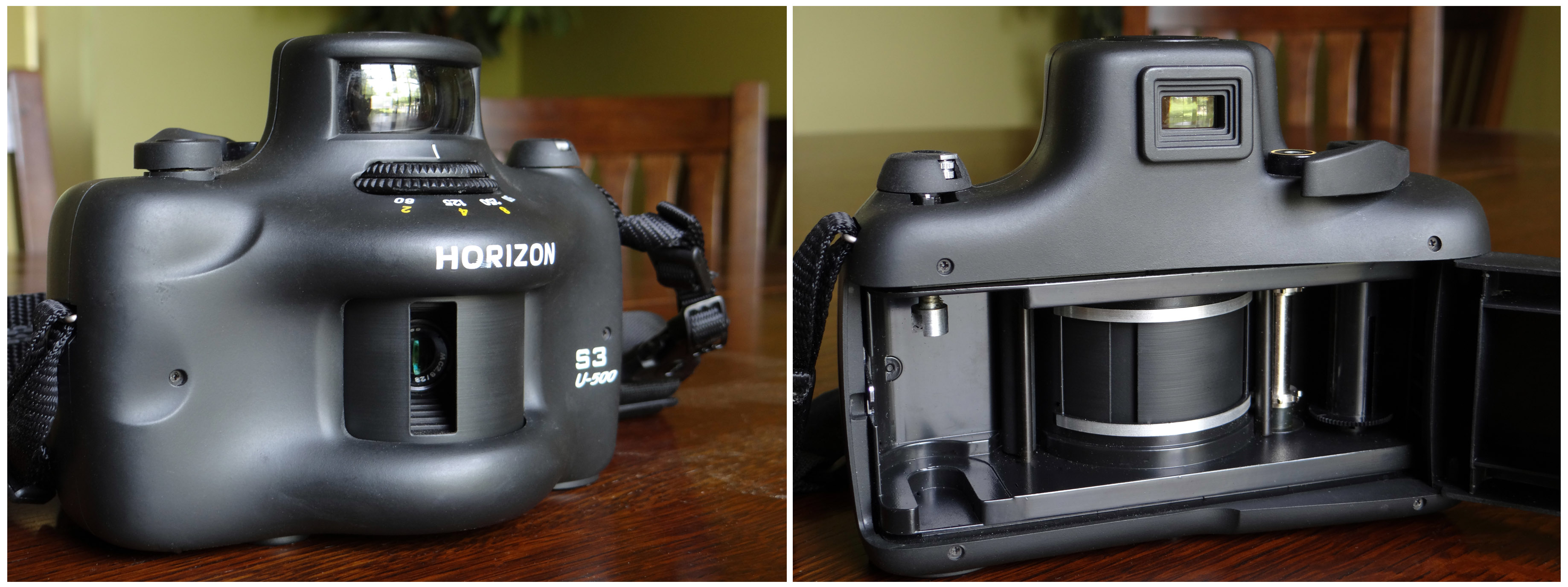
Панорамный фотоаппарат «Горизонт S3 U500» с поворотным объективом

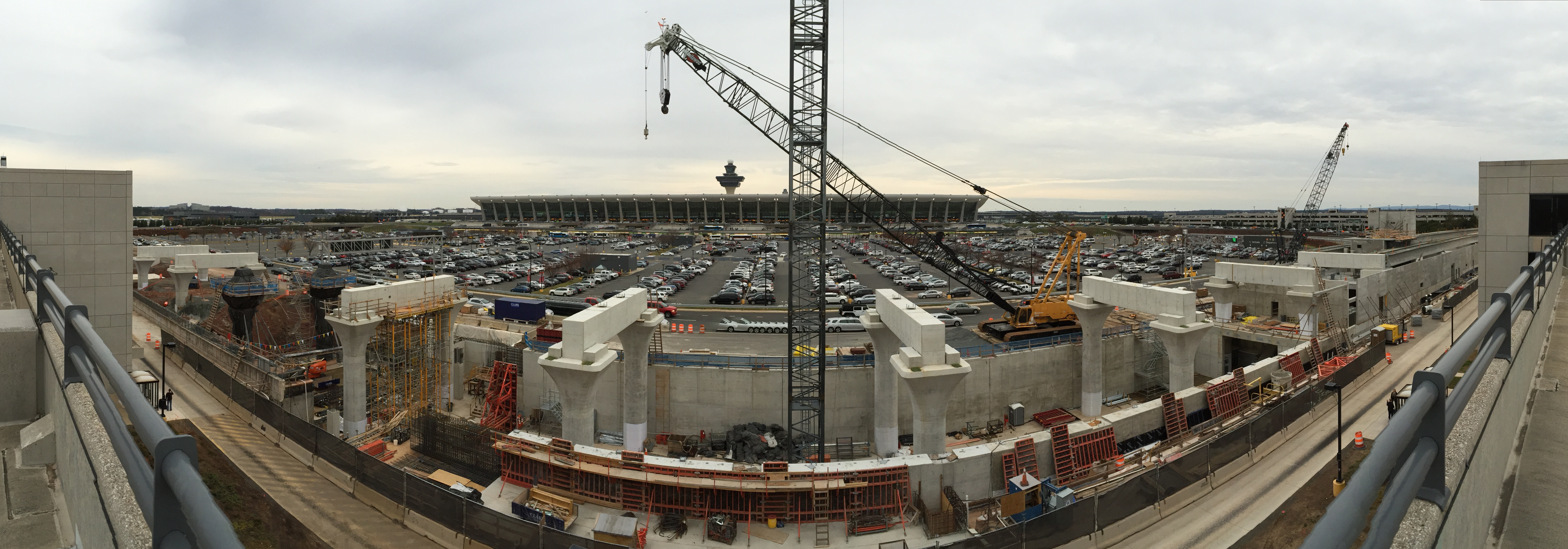
Снимок, сделанный панорамным фотоаппаратом с поворотным объективом. Видны характерные искажения горизонтальных прямых

Метод панорамной фотографии с помощью специальных фотоаппаратов с объективом, вращающимся вокруг оси, перпендикулярной оптической, и пересекающейся с ней в задней нодальной точке. Фотоплёнка располагается на цилиндрической направляющей, проложенной вокруг оси вращения объектива. Изображение проецируется на фотоплёнку сквозь узкую щель в цилиндрическом корпусе объектива. Во время съёмки корпус с объективом поворачивается на шарнирах, последовательно экспонируя кадр через щель, движущуюся вдоль его длинной стороны. Процесс съёмки одного кадра может занимать несколько секунд, хотя при этом выдержка остаётся моментальной. Она регулируется скоростью поворота корпуса объектива и шириной щели, выполняющей роль фокального затвора. 
В отличие от склеенных панорам, длинные прямые выглядят на готовом снимке цельными, но при отклонении от центра кадра они выгибаются в виде дугообразных линий (в форме синусоиды), сходящихся к боковым границам. Например, при наклоне фотоаппарата вверх линия горизонта выглядит как чаша, выгибаясь к низу. Типичные углы обзора фотоаппаратов такого типа составляют от 110° до 140°, а соотношение сторон кадра доходит до 4:1. Фотоаппараты, рассчитанные на фотоплёнку тип-135, дают удлинённый кадр, превосходящий малоформатный в 2–3 раза по ширине. Советский «Горизонт» экспонирует кадр размером 24×58 мм.
Фотоаппараты этого типа чаще всего оснащаются объективом типа фикс-фокус, который жёстко установлен на заводе на гиперфокальное расстояние, и за счёт короткого фокусного расстояния и большой глубины резкости даже при открытой диафрагме дают чёткое изображение почти всего видимого пространства. В большинстве случаев в некоторых пределах доступна регулировка выдержки, самая длинная из которых ограничена скоростью поворота объектива. Поэтому длительные выдержки на таких фотоаппаратах недоступны, ограничивая их использование для съёмки тёмных сцен. По тем же причинам камеры с поворотным объективом непригодны для съёмки с фотовспышкой. Невысокая скорость сканирования панорамы также препятствует съёмке быстро движущихся объектов, отображаемых с искажением. Однако этот недостаток может быть использован в художественных целях, например в так называемой щелевой или стрип-фотографии.

### Вращающаяся камера

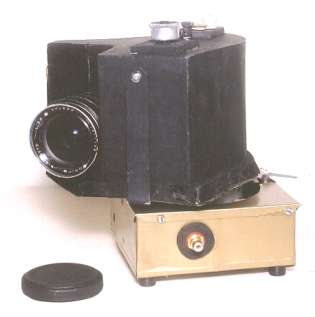
Поворотный фотоаппарат Leme

Иногда такие камеры называются «сканирующими» и обеспечивают углы горизонтального обзора 360° и больше, давая возможность многократной съёмки одного и того же фрагмента ландшафта на один кадр. Устройство похоже на предыдущий тип фотоаппарата, но поворачивается не только объектив, а весь корпус, установленный на вертикальной рукоятке или неподвижном основании. Механический или электрический привод вращает такую камеру вместе с объективом вокруг его нодальной точки, а лентопротяжный механизм подаёт фотоплёнку с той же скоростью, с которой в экспонирующей щели движется изображение. 
Длинные прямые при этом также отображаются в виде дугообразных линий, как в камерах предыдущего типа. Принцип действия таких фотоаппаратов был изобретён в 1880-х годах. Первый вращающийся фотоаппарат Périphote создан братьями Люмьер в 1900 году. Также известны Leme (1962), Rotaflex 360 (1968), Hulcherama и Alpa ROTO SM60 (1979), «Глобускоп» (1981) и Roundshot (1988). Фотоаппарат Cirkut №6 снимал на рулонную плёнку шириной 15 сантиметров и кроме круговых панорам мог снимать очень большие группы людей, которых размещали по большой дуге. 
В СССР вращающийся фотоаппарат для 35-мм киноплёнки разработан И. Петровым в 1940-х годах. В отличие от иностранных образцов, советский прибор позволял делать не только панорамные, но и обычные малоформатные негативы при неподвижном механизме, однако серийный выпуск так и не был налажен. В 2010 году ЛОМО начало выпуск простейшего фотоаппарата Spinner 360, вращающегося вокруг ручки при помощи вытяжного тросика. Камера способна делать круговые панорамы 24 × 165 мм на стандартной 35-мм фотоплёнке.
По такому же принципу строятся современные цифровые панорамные фотоаппараты «Паноскан» и «Айскан» (англ. Panoscan, Eyescan). Вместо плёнки за экспонирующей щелью располагается ПЗС-линейка, последовательно регистрирующая изображение по мере поворота объектива. Цельное изображение формируется в кадровой памяти камеры.

### Широкоугольный фотоаппарат
Разновидность панорамных фотоаппаратов, снабжённая неподвижным ортоскопическим сверхширокоугольным объективом и плоским кадровым окном. Конструктивно такие камеры ничем не отличаются от обычных фотоаппаратов, за исключением удлинённого кадрового окна и возможности свести к минимуму задний отрезок объектива. В конце XX века получили распространение компактные фотоаппараты с кашетированным до панорамного малоформатным кадром, обеспечивающим похожий эффект. Усовершенствованная фотосистема позволяла получать панорамный снимок тем же способом, обрезая стандартный кадр сверху и снизу. Широкоугольные камеры часто строятся по схеме шкальной аппаратуры, благодаря большой глубине резкости объектива. В отличие от камер с вращающимся объективом, дающим цилиндрическую проекцию, широкоформатные фиксируют гномоническую с сильными искажениями на краях кадра. При углах обзора свыше 90° неизбежно виньетирование, которое иногда компенсируется маской перед центром объектива. 
Однако в отличие от двух предыдущих типов, такие фотоаппараты допускают любые выдержки, в том числе длительные, а также использование фотовспышек. Таким образом, ими возможна съёмка тёмных сцен при недостатке освещения. Наиболее известны фотоаппараты «Hasselblad X-pan», «Linhof Technorama 617» и «Fuji GX617». Некоторое распространение получили панорамные задники для крупноформатных камер. Такие устройства позволяют делать на «рольфильме» панорамные снимки форматом до 6×17 сантиметров с помощью широкоугольной оптики на стандартных крупноформатных фотоаппаратах.
Цифровые фотоаппараты такого типа позволяют исправлять искажения программными средствами. Поэтому для получения широких углов обзора в них могут использоваться специальные паноморфные объективы, специфические предыскажения которых устраняются при обработке цифровых файлов.

## Цифровая панорамная фотография
Распространение цифровой фотографии позволило резко усовершенствовать панорамную технологию, добиваясь высокого качества при больших углах обзора и без сложного оборудования. Методы вычислительной фотографии дают возможность создавать изображение обычными фотоаппаратами.

### Цифровая склейка

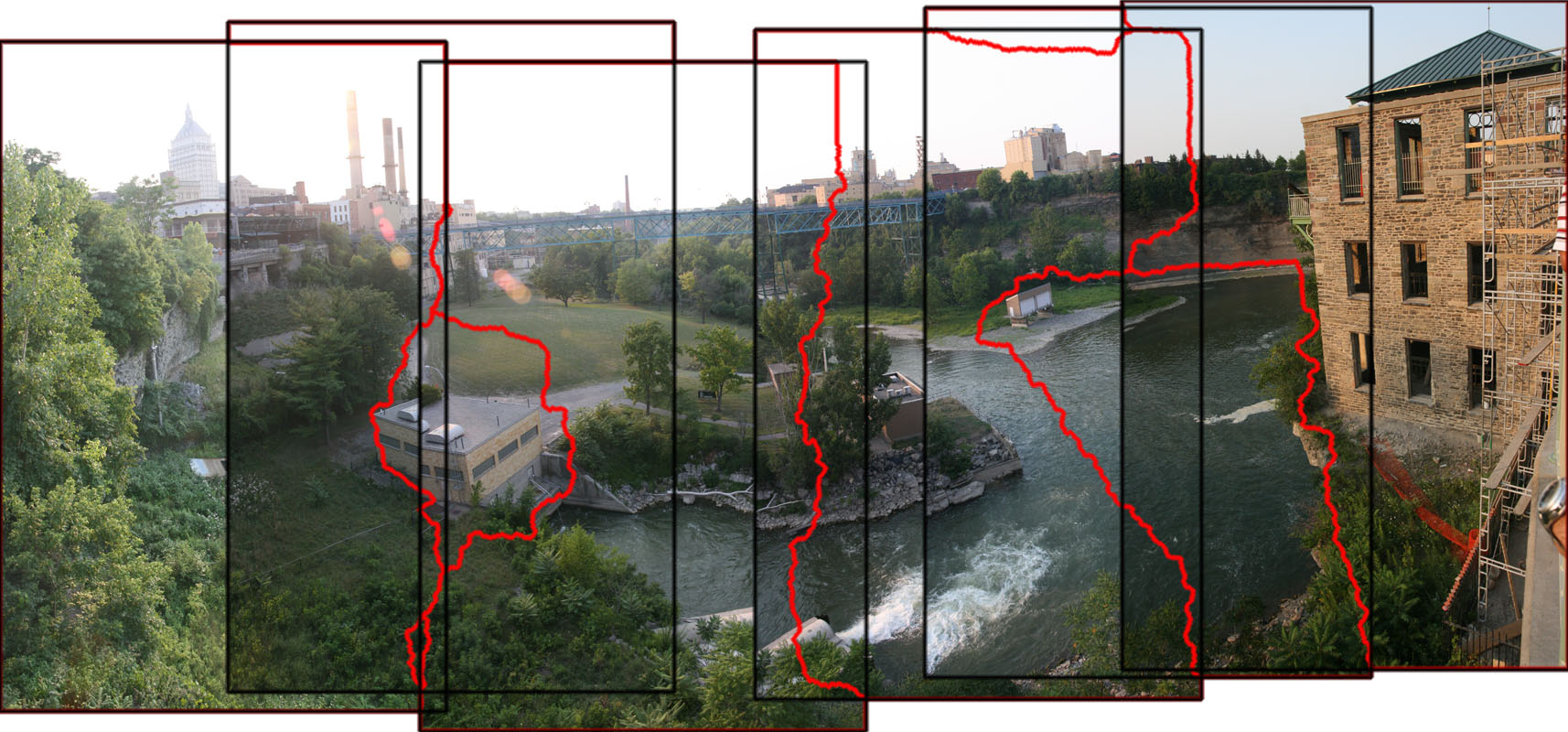
Создание панорамного снимка последовательной съёмкой. Красными линиями обозначены места склейки исходных изображений

Наиболее распространённый метод, предусматривающий последовательную съёмку участков панорамы обычным цифровым фотоаппаратом с последующим программным объединением в общий снимок высокого разрешения. Готовый снимок может быть двух видов: в цилиндрической проекции, как в аналоговой фотографии с поворотным объективом, или в сферической, пригодной также для использования в устройствах виртуальной реальности. Чтобы свести к минимуму ошибки совмещения при склеивании, съёмка должна вестись фотоаппаратом, закреплённым на специальной штативной головке, поворачивающей камеру вокруг входного зрачка объектива. Это позволяет исключить параллакс близких предметов из-за смещения точки съёмки при повороте фотоаппарата.
Приложения для цифровой склейки панорам позволяют корректировать перспективные искажения, благодаря чему технология в некоторых случаях может использоваться как альтернатива дорогостоящим шифт-объективам и карданным камерам с подвижками. Кроме создания панорам, такая технология пригодна для получения снимков с очень большим разрешением обычной аппаратурой. Однако из-за последовательной съёмки способ пригоден только для регистрации неподвижных объектов, поскольку их смещение приводит к неточностям склейки или даёт искажённое изображение.
Кроме склейки снимков, сделанных цифровыми фотоаппаратами, программное обеспечение позволяет с высоким качеством склеивать файлы, полученные оцифровкой негативов или фотоотпечатков таких же панорам. При этом качество совмещения границ значительно превосходит получаемое выклеиванием этих же снимков на общем паспарту, поскольку исходные изображения трансформируются в соответствии с выбранной проекцией. Кроме того, длинные прямые отображаются плавными кривыми, а не ломаными линиями, благодаря программному предыскажению.

### Катадиоптрические камеры

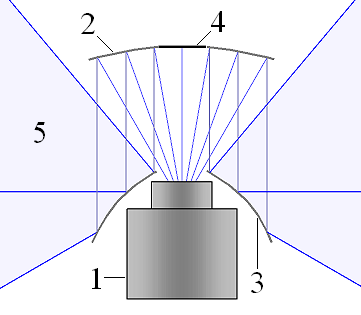
Оптическая схема катадиоптрической камеры

Панорамное изображение может быть получено с помощью катадиоптрической оптики, содержащей сферические зеркала. Получаемое изображение имеет круговой обзор в 360°, но с очень сильными искажениями. Последующая цифровая обработка позволяет трансформировать искажённое изображение в прямое с цилиндрической или сферической проекциями.
Одним из главных достоинств метода считается полное отсутствие хроматической аберрации благодаря использованию зеркала вместо линзы. Система позволяет получать изображения, сходные по характеру со сканирующими камерами или склеенными из нескольких снимков. Однако для съёмки требуется одна экспозиция, происходящая одновременно для всех частей изображения. Это также даёт преимущество, позволяя фиксировать движущиеся объекты и снимать видео. В то же время, изображение катадиоптрической системы имеет сложную форму, оставляя часть площади матрицы без использования. Это вынуждает использовать сенсоры с избыточным разрешением для получения высококачественных снимков. На сегодняшний день известны катадиоптрические приставки для смартфонов, такие как «GoPano Micro» или «Kogeto Dot».

### 3D-панорамы
Как правило, объёмные панорамные фотографии выполняются в сферической проекции. Некоторые фотоаппараты обладают функцией автоматической съёмки таких панорам в качестве стандартной опции. При этом могут использоваться как два объектива, так и один. Наиболее известны фотоаппараты «Samsung NX-1000» и «Sony DSC RX-1», снабжённые функцией съёмки трёхмерных панорам.

## Панография

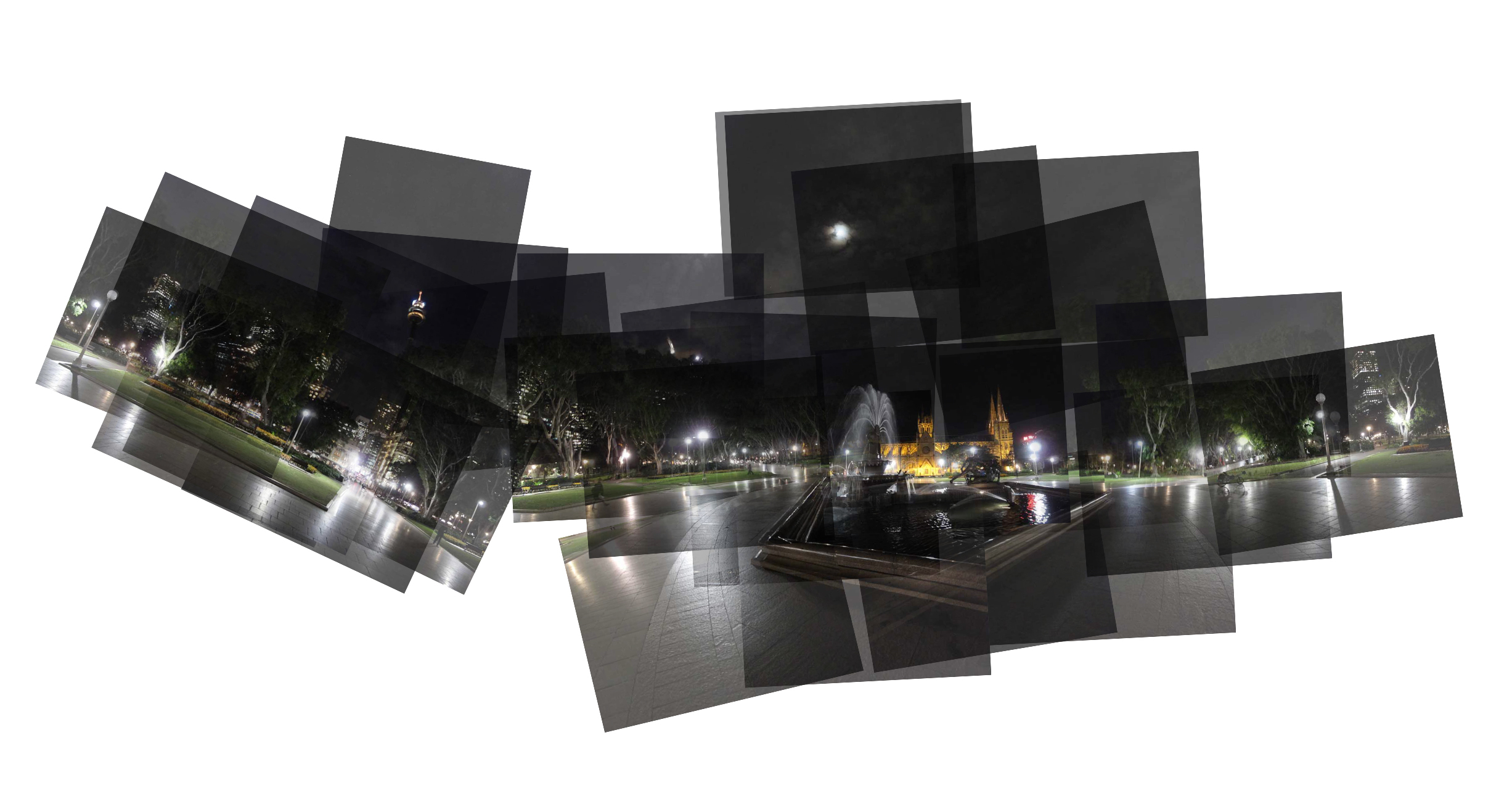
Панография ночного Гайд-парка

Так называется приём, используемый фотохудожниками и основанный на наиболее распространённой технике панорамной фотографии, когда делается серия снимков с их последующей склейкой. При этом взаимная ориентация снимков выбирается произвольной, а полученная итоговая панорама не обрезается до прямоугольника. Готовый снимок выглядит как набор перекрывающих друг друга фотографий, в совокупности отображающий какой-либо объект.
В отличие от панорамной фотографии, подразумевающей точную бесшовную стыковку всех изображений, в панографии намеренно нарушаются базовые правила съёмки, которая может проводиться с разной экспозицией, масштабом и даже с разных точек. Таким образом достигается требуемый художественный эффект. Готовый коллаж может быть создан как из бумажных отпечатков вручную, так и из цифровых файлов с помощью компьютера. Для цифровой «сборки» в панографии используются обычные графические редакторы вместо специализированных приложений-фотосшивателей.
Одним из основоположников панографии считается художник Дэвид Хокни, создававший инсталляции из фотоотпечатков размером 10×15 сантиметров. Один из самых известных его коллажей «Перблоссом Хайвей» (англ. Pearblossom Highway) выставлен в музее Гетти.